# Batman Beyond: Return of the Joker (videojoc)
Batman Beyond: Return of the Joker és un videojoc d'Ubisoft per Nintendo 64, Sony PlayStation i Game Boy Color el desembre del 2000 a l'Amèrica del Nord i el Gener del 2001 a Europa. Aquest videojoc es va llançar coincidint amb l'estrena de la pel·lícula.